# باري جنكينز
باري جنكينز (بالإنجليزية: Barry Jenkins)‏ هو موسيقي بريطاني، ولد في 22 ديسمبر 1944 في ليستر في المملكة المتحدة.

## وصلات خارجية
- باري جنكينز على موقع ميوزك برينز (الإنجليزية)
- باري جنكينز على موقع ديسكوغز (الإنجليزية)